# Campionato cecoslovacco di pallamano maschile
Il Campionato cecoslovacco di pallamano maschile era l'insieme dei tornei istituiti ed organizzati dalla federazione cecoslovacca di pallamano.

La prima stagione si disputò nel 1950 mentre l'ultima si tenne nel 1993 per un totale di 41 edizioni disputate del torneo.

La squadra che vanta il maggior numero di campionati vinti è l'HC Dukla Praga con 28 titoli.

## Albo d'oro
| Edizione | Vincitore               |
| -------- | ----------------------- |
| 1949-50  | Dukla Praga             |
| 1952-53  | Dukla Praga             |
| 1953-54  | Dukla Praga             |
| 1954-55  | Dukla Praga             |
| 1955-56  | Dukla Praga             |
| 1957-58  | Dukla Praga             |
| 1958-59  | Dukla Praga             |
| 1959-60  | TJ Gottwaldov           |
| 1960-61  | Dukla Praga             |
| 1961-62  | Dukla Praga             |
| 1962-63  | Dukla Praga             |
| 1963-64  | Dukla Praga             |
| 1964-65  | Dukla Praga             |
| 1966-66  | Dukla Praga             |
| 1966-67  | Dukla Praga             |
| 1967-68  | Banik Karvina           |
| 1968-69  | Tatran Prešov           |
| 1969-70  | Dukla Praga             |
| 1970-71  | Tatran Prešov           |
| 1971-72  | Banik Karvina           |
| 1972-73  | Stella Rossa Bratislava |

| Edizione | Vincitore               |
| -------- | ----------------------- |
| 1973-74  | Plzeň                   |
| 1974-75  | Stella Rossa Bratislava |
| 1975-76  | Stella Rossa Bratislava |
| 1976-77  | Dukla Praga             |
| 1977-78  | Košice                  |
| 1978-79  | Dukla Praga             |
| 1979-80  | Dukla Praga             |
| 1980-81  | Košice                  |
| 1981-82  | Dukla Praga             |
| 1982-83  | Dukla Praga             |
| 1983-84  | Dukla Praga             |
| 1984-85  | Dukla Praga             |
| 1985-86  | Dukla Praga             |
| 1986-87  | Dukla Praga             |
| 1987-88  | Dukla Praga             |
| 1988-89  | Košice                  |
| 1989-90  | Dukla Praga             |
| 1990-91  | Dukla Praga             |
| 1991-92  | Dukla Praga             |
| 1992-93  | Tatran Prešov           |

## Riepilogo vittorie per club
| Numero | Club                    | Anni |
| ------ | ----------------------- | --- |
| 28     | Dukla Praga             | 1949-50, 1952-53, 1953-54, 1954-55, 1955-56, 1957-58, 1958-59, 1960-61, 1961-62, 1962-63 1963-64, 1964-65, 1965-66, 1966-67, 1969-70, 1976-77, 1978-79, 1979-80, 1981-82, 1982-83 1983-84, 1984-85, 1985-86, 1986-87, 1987-88, 1989-90, 1990-91, 1991-92 |
| 3      | Tatran Prešov           | 1968-69, 1970-71, 1992-93 |
| 3      | Košice                  | 1977-78, 1980-81, 1988-89 |
| 3      | Stella Rossa Bratislava | 1972-73, 1974-75, 1975-76 |
| 2      | Banik Karvina           | 1967-68, 1971-72 |
| 1      | Plzeň                   | 1973-74 |
| 1      | TJ Gottwaldov           | 1959-60 |